# Carlos Honorato
Carlos Eduardo Honorato (* 9. listopad 1974 São Paulo) je bývalý brazilský zápasník–judista, stříbrný olympijský medailista z roku 2000.

## Sportovní kariéra
S judem začínal v 6 letech v São Paulské čtvrti Vila Sônia pod vedením Massao Shinohari. Na mezinárodní scéně se výrazně prosadil v roce 1999, když na mistrovství světa v Birminghamu obsadil 5. místo potom co kvůli zranění na poslední chvíli nahradil tehdejší brazilskou jedničku ve střední váze Branca Zanola. V roce 2000 uspěl při brazilské olympijské kvalifikaci a startoval na olympijských hrách v Sydney. Los mu přidělil hratelné soupeře do prvních kol a na první velké jméno narazil až v semifinále. S Japoncem Hidehiko Jošidou na minulém mistrovství světa prohrál, ale v Sydney ho zaskočil razantním nástupem do uči-maty a zvítězil na ippon. Ve finále se utkal s Nizozemcem Markem Huizingou. Nizozemec byl na jeho osobní techniku uči-mata připraven, počkal si na ní a kotrachovatem uči-mata-sukaši ho porazil na ippon. Získal stříbrnou olympijskou medaili. V roce 2003 získal třetím místem kvalifikační kvótu ve své střední váze do 90 kg pro Brazílii a v roce 2004 své postavení reprezentační jedničky obhájil v brazilské olympijské kvalifikaci. Na olympijských hrách v Athénách startoval jako jeden z favoritů na medaili, ale nečekaně prohrál ve čtvrtfinále na body s Britem Winstonem Gordonem. Po olympijských hrách přišel o post reprezentační jedničky ve střední váze. V roce 2008 neuspěl v brazilské olympijské nominaci. Sportovní kariéru ukončil v roce 2010.

## Výsledky

### Váhové kategorie
| Turnaj                  | 1994         | 1995         | 1996         | 1997         | 1998         | 1999         | 2000         | 2001         | 2002         | 2003         | 2004         | 2005         | 2006         | 2007         |
| Turnaj                  | 20           | 21           | 22           | 23           | 24           | 25           | 26           | 27           | 28           | 29           | 30           | 31           | 32           | 33           |
| Turnaj                  | střední váha | střední váha | střední váha | střední váha | střední váha | střední váha | střední váha | střední váha | střední váha | střední váha | střední váha | střední váha | střední váha | střední váha |
| ----------------------- | ------------ | ------------ | ------------ | ------------ | ------------ | ------------ | ------------ | ------------ | ------------ | ------------ | ------------ | ------------ | ------------ | ------------ |
| Olympijské hry          |              |              | —            |              |              |              | 2.           |              |              |              | úč.          |              |              |              |
| Mistrovství světa       |              | —            |              | —            |              | 5.           |              | —            |              | 3.           |              | —            |              | úč.          |
| Panamerické hry         |              | —            |              |              |              | —            |              |              |              | 3.           |              |              |              | —            |
| Panamerické mistrovství | 1.           |              | —            | —            | —            | —            | —            | —            | 5.           | 1.           | 1.           | —            | —            | —            |

### Bez rozdílu vah
| Turnaj                  | 1994 | 1995 | 1996 | 1997 | 1998 | 1999 | 2000 | 2001 | 2002 | 2003 | 2004 | 2005 | 2006 | 2007 |
| Turnaj                  | 20   | 21   | 22   | 23   | 24   | 25   | 26   | 27   | 28   | 29   | 30   | 31   | 32   | 33   |
| ----------------------- | ---- | ---- | ---- | ---- | ---- | ---- | ---- | ---- | ---- | ---- | ---- | ---- | ---- | ---- |
| Panamerické mistrovství | —    |      | —    | —    | —    | —    | —    | —    | —    | —    | 1.   | —    | 1.   | 1.   |